# Gary Smith (football, 1968)
Gary Smith, né le 3 décembre 1968 à Harlow au Royaume-Uni, est un entraîneur anglais de football. Il est l'entraîneur du Nashville SC en Major League Soccer. La carrière de Smith débute à Fulham, où il joue en équipe de jeunes avant de jouer un match avec l'équipe première. Après un bref passage à Colchester United, l'anglais rejoint Enfield, une équipe de non-ligue, en 1989. C'est aux Wycombe Wanderers qu'il connaît le plus de succès pendant sa carrière de joueur, avec deux saisons au club. Après une saison à Welling United, Smith revient en English Football League en 1993, lorsqu'il signe pour Barnet. Après un passage à Aylesbury United, Smith prend sa retraite en tant que joueur professionnel, sa carrière ayant été gâchée par de nombreuses blessures.
Il se tourne vers le métier d'entraîneur pour tenter de se forger une carrière après sa retraite prématurée. Après un passage comme entraîneur à Wimbledon, Smith est nommé entraîneur de l'équipe de jeunes des Wycombe Wanderers en 2004. Il rejoint Watford avant la campagne 2005-2006, combinant les rôles d'entraîneur de l'équipe de réserve avec ses fonctions d'entraîneur des moins de 18 ans. Smith travaille ensuite comme recruteur pour Arsenal en 2007. Son premier poste d'entraîneur est occupé par les Rapids du Colorado, une franchise de Major League Soccer, où il est nommé entraîneur en novembre 2008, après un passage réussi en tant qu'entraîneur intérimaire. Il passe trois saisons aux Rapids du Colorado, où le club remporte la Coupe MLS 2010, le premier trophée majeur de l'histoire du club. Malgré ce trophée, le club choisit de ne pas renouveler le contrat de Smith en novembre 2011. En janvier 2012, Smith est nommé manager de Stevenage en League One. Il conduit le club jusqu'aux play-offs de la League One cette saison-là, où il s'incline sur deux manches en demi-finale. En mars 2013, il est limogé par le club après une mauvaise série de résultats au cours de la seconde moitié de la saison 2012-2013.

## Biographie

### En tant que joueur
Après un bref passage à Arsenal en équipe de jeunes, Smith rejoint l'académie de Fulham en 1983. Il joue en équipe de jeunes et joue un match en équipe première lors de la saison 1985-1986. Smith est libéré en 1987, après avoir passé quatre ans à Fulham. Smith signe librement pour Colchester United en novembre 1987, faisant ses débuts à l'âge de 18 ans lors d'une victoire 2-1 à l'extérieur contre Halifax Town. Il joue ensuite 12 rencontres pour Colchester United, toutes compétitions confondues, au cours de la saison 1987-1988, la dernière étant une défaite 4-0 contre Bolton Wanderers le 2 mai 1988. Il est libéré par le club à la fin de la saison,. Après un passage à Enfield dans la première moitié de la saison 1989-1990, où il joue contre Darlington en octobre 1989, Smith rejoint les Wycombe Wanderers en janvier 1990. Ce fut la période la plus réussie de Smith pendant sa carrière de joueur, marquant quatre buts en 66 matchs de la Football Conference sur deux saisons. Cependant, vers la fin de son séjour au club, il souffre d'un certain nombre de blessures, dont une fracture ouverte dont Smith ne s'est jamais complètement remis. Après avoir passé une saison à Welling United, Smith revient en English Football League en 1993, signant pour Barnet, où il passe deux saisons, avec des problèmes de blessures similaires. Il s'engage à Aylesbury United pendant la campagne 1995-1996, faisant ses débuts lors de la défaite 1-0 à l'extérieur contre Dulwich Hamlet lors de la première journée de la saison. Smith joue ensuite 43 fois pour Aylesbury United, toutes compétitions confondues, au cours de cette saison. Il reste à Aylesbury une saison de plus, faisant sa dernière apparition pour le club lors d'une victoire 3-1 contre Heybridge Swifts en avril 1997. Ce sera le dernier match de la carrière de l'anglais, car des blessures le forceront à prendre une retraite prématurée en 1997, à l'âge de 27 ans seulement.

### En tant qu'entraîneur

#### Débuts
Il commence sa carrière d'entraîneur à Wimbledon à l'âge de 28 ans, obtenant sa licence d'entraîneur UEFA "A" deux ans plus tard. Après le déménagement du club de Wimbledon à Milton Keynes, le manager Tony Adams propose à Smith d'occuper le poste d'entraîneur de l'équipe des jeunes aux Wycombe Wanderers en 2004, où il devient ensuite entraîneur adjoint de l'équipe première. Après la démission d'Adams, Smith occupe brièvement le poste d'assistant du manager intérimaire Keith Ryan en novembre 2004, et le club est invaincu sous sa direction. Smith reprend son ancien rôle d'entraîneur de l'équipe des jeunes lorsque les Wycombe  Wanderers nomment John Gorman au poste de manager le 30 novembre 2004. Avant la campagne 2005-2006, Smith se voit offrir la possibilité d'occuper le poste de manager adjoint de l'académie du club de Watford, qu'il prend officiellement en charge le 24 juin 2005. Gorman, le manager de Wycombe, déclare : "Gary va me manquer. Il a aidé Keith Ryan entre le départ de Tony et mon arrivée et ils ont fait un excellent travail. Nous ne voulions pas le perdre mais il a été recruté par un chasseur de têtes et vous ne pouvez pas empêcher quelqu'un d'avoir une opportunité. C'est un très bon entraîneur à ce niveau et je pense qu'il va faire du bon travail".
En juillet 2005, après seulement un mois en tant que directeur adjoint de l'académie, Smith est nommé entraîneur de l'équipe de réserve de Watford. L'entraineur prenant le contrôle de l'équipe de réserve les jours de match, tout en agissant en tant que directeur de l'équipe des moins de 18 ans de l'académie, assumant ainsi une double responsabilité. Il travaille ensuite comme recruteur pour Arsenal en 2007.

#### Rapids du Colorado
Gary Smith rejoint les Rapids du Colorado en février 2008, à l'origine pour créer l'académie d'Arsenal dans le Colorado, Arsenal et les Rapids du Colorado ayant établi un solide « partenariat stratégique » grâce à Stan Kroenke. Cependant, Smith déclare que son rôle « a pris une nature différente de manière inattendue » car il passe plus de temps à soutenir l'équipe première, et prend ensuite le poste d'entraîneur adjoint. Il assume un poste d'entraîneur principal par intérim au cours de la seconde moitié de 2008, après la démission de son prédécesseur, Fernando Clavijo, alors que le club était en bas de classement. Après une période d'essai réussie de dix matchs, Smith est officiellement nommé entraîneur principal le 11 novembre 2008, signant un contrat de trois ans avec le club. La première rencontre de Smith en tant qu'entraîneur principal est une défaite 2-1 contre Chivas USA le 22 mars 2009, le premier match du club pour la campagne 2009 de MLS. Il obtient sa première victoire en tant qu'entraîneur principal une semaine plus tard lorsque les Rapids du Colorado battent les Wizards de Kansas City 2-1 au Dick's Sporting Goods Park. Au cours de la campagne 2009 des Rapids du Colorado, Smith mène le club à une neuvième place, manquant de peu les séries de la Coupe MLS à la suite d'une défaite 3-0 à l'extérieur contre le Real Salt Lake, futur vainqueur de la Coupe MLS, lors de la dernière journée de la saison. Cette victoire permet au Real Salt Lake de prendre la dernière place des séries à la différence de buts devant les Rapids. 
Smith reste aux Rapids du Colorado avant la saison 2010, remaniant l'équipe de la saison précédente, ainsi que faisant de nombreux mouvements peu coûteux pour signer des joueurs de Major League Soccer moins renommés. Le club commence la saison de manière positive et obtient finalement une place en séries de la Coupe MLS après avoir terminé à la septième place. Pendant la saison régulière, les Rapids affichent le meilleur bilan à domicile de la division, comme en 2009 sous la direction de Smith. L'équipe de Smith bat le Crew de Columbus aux tirs au but après un match nul 2-2 en demi-finale des séries,, avant d'éliminer les Earthquakes de San José en finale de conférence grâce à une victoire 1-0 à domicile le 13 novembre 2010. Huit jours plus tard, le 21 novembre 2010, Colorado bat le FC Dallas en finale après une victoire 2-1 en prolongation, pour remporter la Coupe MLS 2010. Cette victoire marque que Smith le premier championnat de Smith, et aussi le premier trophée majeur de l'histoire du club. Il devient également le premier entraîneur anglais à remporter la Coupe MLS.
La troisième saison de Smith aux Rapids du Colorado démarre sur les chapeaux de roue, le club enregistre trois victoires successives en championnat,,. Cependant, le Colorado « connaît une saison difficile » à partir de ce moment-là, le club étant confronté aux blessures de joueurs clés tels que Conor Casey, Caleb Folan, Pablo Mastroeni, Drew Moor et Jamie Smith. Grâce à la victoire en Coupe MLS 2010, les Rapids du Colorado participent également à la Ligue des champions de la CONCACAF pour la première fois de leur histoire, mais sont éliminés en phase de groupes à la suite d'une défaite 2-0 contre Santos Laguna lors du dernier match de groupe, terminant ainsi à la troisième place. Smith guide le club jusqu'à la sixième place du championnat, avec une victoire sur le Crew de Columbus au premier tour des séries, mais le club est battu 4-0 sur l'ensemble des deux matchs par le Sporting de Kansas City en demi-finale de la conférence en novembre 2011,.
Cinq jours après la défaite contre le Sporting de Kansas City, les Rapids du Colorado décident de ne pas renouveler le contrat de Smith à la fin de la saison 2011 de MLS,. Les Rapids du Colorado avaient initialement offert à Smith une prolongation de contrat de quatre ans à la suite de la progression du club, mais un désaccord sur les processus de prise de décisions entraîne la séparation du club et de Smith. Lors de la fin du mandat de trois ans de Smith avec le club, le directeur général des Rapids, Jeff Plush, annonce qu' « il serait dans le meilleur intérêt des deux parties de prendre une autre direction »,. Après son départ du club américain, Smith déclare que son rôle au club était devenu intenable parce que Plush, ainsi que le directeur technique Paul Bravo et, « bizarrement », le directeur du marketing Tim Hinchey, avaient un « rôle accru dans la construction de l'équipe ». Smith déclare : « Paul, Jeff, Tim, ils étaient impliqués dans les décisions concernant les joueurs, et ils étaient la source de beaucoup de conflits. Lorsque j'ai pris le poste, on m'a dit que j'aurais le dernier mot. Mais au fil du temps, cela a exigé plus de confrontations, plus d'énergie, et j'en avais marre de la médisance ».

#### Stevenage FC
Gary Smith est nommé entraineur de l'équipe de League One de Stevenage le 25 janvier 2012, signant un contrat jusqu'en 2014,. Il avait assisté à la victoire 4-2 de Stevenage contre Milton Keynes Dons à Broadhall Way un jour avant sa nomination. En rejoignant Stevenage, Smith déclare : "Cette équipe est sur une si bonne lancée, il n'y a pas grand-chose que je veuille changer dans le groupe. J'espère que je pourrai être un soutien pour certains des gars et les orienter dans une direction si nécessaire". Le premier match de Smith à la tête du club était un match à domicile de FA Cup contre Notts County, joué le 28 janvier, avec une victoire de Stevenage 1-0. La victoire permet à Stevenage de se qualifier pour le cinquième tour de la compétition pour la première fois de son histoire. Lors de ce cinquième tour de FA Cup, Stevenage dispute un match de reprise contre Tottenham Hotspur (match nul 0-0), équipe de Premier League, avant de s'incliner 3-1 à White Hart Lane. Le premier match de Smith en League One est un déplacement à Hillsborough pour affronter Sheffield Wednesday le 14 février, Stevenage s'assurant une victoire 1-0 à l'extérieur. Stevenage ne remportera qu'un seul match de championnat sur les treize suivants, dont neuf seront des matches nuls. Cette série de matches laissait Stevenage en neuvième position, à six points des places de barragistes, à cinq journées de la fin. Une série de quatre victoires sur les cinq derniers matches, dont deux contre les rivaux pour les play-offs, Carlisle United et Brentford, et une autre victoire 6-0 à l'extérieur contre Yeovil Town, permet à Stevenage d'obtenir la dernière place pour les play-offs à la différence de buts - après une victoire 3-0 à domicile contre Bury lors de la dernière journée de la saison. L'équipe de Smith perd ensuite contre Sheffield United en demi-finale des play-offs sur un score cumulé de 1-0,.
L'anglais essaye de reconstruire l'équipe avant la saison 2012-2013 après un exode massif de joueurs. Malgré ses meilleurs efforts pour conserver un certain nombre de joueurs de la saison précédente, quinze joueurs sont partis pendant l'été ; sept d'entre eux ont été libérés, quatre ont refusé des contrats pour aller à Preston North End, tandis que trois autres sont partis pour des frais non divulgués. Smith signe treize joueurs avant la fin du mercato d'été, la plupart étant des transferts libres, bien que James Dunne et Lucas Akins ont rejoint le club pour des frais non divulgués,. Malgré le remaniement de l'équipe, Stevenage commence la saison positivement, allant sur une série de onze matchs sans défaite. Après une victoire 2-1 à domicile contre Portsmouth en octobre 2012, Stevenage se retrouve à la deuxième place, juste un point derrière les leaders du championnat Tranmere Rovers. Cependant, Stevenage s'incline lourdement lors de trois de ses quatre matches suivants, concédant quatre buts à chacune de ces trois défaites,. À partir de décembre 2012, le club anglais perd 14 de ses 18 matches de championnat suivants, dont une série de six défaites consécutives. Bien qu'ils aient obtenu des victoires impressionnantes à domicile contre deux équipes en quête de promotion en mars 2013, une victoire 1-0 contre Brentford, et une victoire 4-0 à domicile contre Sheffield United, Stevenage pointe à la 15e place. Trois jours après la victoire contre Sheffield United, le 19 mars, Stevenage s'incline 2-0 à l'extérieur contre la lanterne rouge Bury. Un jour plus tard, Stevenage publie un communiqué annonçant que l'entraîneur est licencié après une série de résultats "inquiétants",.

#### Silverbacks d'Atlanta
Le 23 décembre 2014, les Silverbacks d'Atlanta, une franchise de North American Soccer League, annoncent que Smith prendra la tête de l'équipe pour la saison 2015. Cette annonce intervient quelques semaines seulement après que la ligue annonce qu'elle reprendrait la propriété de l'équipe pour éviter qu'elle ne disparaisse lorsque les anciens propriétaires n'ont pas trouvé d'acheteurs pour l'équipe.

#### Nashville SC
Le 12 avril 2017, il est annoncé comme le premier entraîneur principal de l'équipe pour la saison inaugurale du Nashville SC, un nouveau club professionnel du USL Championship. Le premier match de Smith à la tête du club est un match d'exhibition de pré-saison contre Atlanta United, équipe de Major League Soccer. Lors d'un match sous la pluie, Nashville est battu par Atlanta United, 3-1. Sa première victoire en USL Championship a lieu le 31 mars, lorsque le Nashville SC bat 1-0 le Steel de Bethlehem.
Il obtient un bilan de douze victoires, neuf matchs nuls et treize défaites en USL Championship, assez bon pour une participation aux séries avant d'être éliminé par le FC Cincinnati aux tirs au but. Nashville remporte également trois rencontres de US Open Cup lors de sa saison inaugurale, dont une victoire contre son ancien club, les Rapids du Colorado.
Le 6 mars 2019, le club annonce que l'anglais serait l'entraîneur principal pour 2020, lorsque le Nashville SC rejoindra la Major League Soccer en tant que franchise d'expansion. « Alors que nous nous sommes lancés dans la construction de notre équipe MLS et que (le directeur général Mike Jacobs) et moi-même avons mené notre recherche tout au long du jeu pour un entraîneur-chef, nous sommes toujours revenus à Gary comme le premier et le meilleur candidat pour le poste », déclare le PDG du Nashville SC Ian Ayre dans un communiqué[réf. nécessaire].
Sa deuxième saison à Nashville démarre plus fort, le club remportant son premier match 2-0 contre Loudoun United. Les quatre victoires consécutives de son équipe du 17 juillet au 7 août propulse le club à la troisième place du classement de la conférence Est.

## Vie privée
Gary Smith est né à Harlow, dans l'Essex et grandit à Cheshunt, dans le Hertfordshire. La plupart des membres de sa famille étant originaires de Tottenham. Ses grands-parents vivaient à côté de White Hart Lane, et Smith se souvient avoir pu entendre le rugissement de la foule depuis leur jardin. Bien que toute sa famille soutienne Tottenham Hotspur, Smith soutient Arsenal. Lui, sa femme, Emma, et leurs trois enfants ont déménagé dans la région de Nashville.
Son père, Roger, joue pour Tottenham Hotspur pendant six ans. Après sa carrière de joueur, Roger devient entraîneur de l'académie des jeunes à Arsenal, avant de devenir plus tard recruteur pour le club. Roger est nommé recruteur de Cardiff City en 2008,.

## Palmarès

### En tant qu'entraîneur
Rapids du Colorado
- Vainqueur de la Coupe MLS (1) : 2010